# Души на продажу
«Души на продажу» (англ. Souls for Sale) — немая чёрно-белая романтическая комедия 1923 года. Фильм уникален тем, что в нём появилась целая армия кинозвезд тех лет, включая легендарных Чарли Чаплина и Эриха фон Штрогейма, — все они исполнили эпизодические роли, сыграв самих себя. Является первым фильмом, в котором Уильям Хейнс был задействован в актерском составе.

## Сюжет
История о девушке по имени Ремембер Стеддон, которая отправилась покорять Голливуд.

## В ролях
- Элинор Бордман — Ремембер Стеддон
- Ричард Дикс — Фрэнк Клэймор
- Барбара ла Марр — Лева Лемер
- Айлин Прингл — Леди Джейн
- Чарли Чаплин — в роли самого себя
- Эрих фон Штрогейм — в роли самого себя
- Фред Нибло — в роли самого себя
- СейЗу Питтс — в роли самой себя
- Анита Стюарт — в роли самой себя
- Барбара Бедфорд — в роли самой себя
- Бесси Лав — в роли самой себя
- Бланш Свит — в роли самой себя
- Флоренс Видор — в роли самой себя